# エステス・キーフォーヴァー
キャリー・エステス・キーフォーヴァー（英語：Carey Estes Kefauver、1903年7月26日 - 1963年8月10日）は、アメリカ合衆国の政治家。所属政党は民主党。上院の州間通商における組織犯罪に関する特別委員会（キーフォーヴァー委員会）の委員長（1949年 - 1953年）を務めた。また、1956年アメリカ合衆国大統領選挙での民主党の副大統領候補であった。

## 生い立及び経歴
1903年7月26日にテネシー州マディソンビルで、ロバート・クック・キーフォーヴァーとフェドニア・ブラッドフォード・エスティスの間に誕生した。ロバート・キーフォーヴァーは金物店を経営していた。
エステスは1922年から1924年までテネシー大学で学び、文学士号を取得した。ホットスプリングスの高校で数学とフットボールを教えた後、エール大学に学び、1927年に卒業した。
卒業後はチャタヌーガで弁護士を開業、1935年にはグラスゴー出身のナンシー・ビゴットと結婚した。彼女はキーフォーヴァーよりも8歳年下で、チャタヌーガの親類を訪れていた時に出会った。夫妻は4人の子供を育て、その内の一人は継子であった。夫人は1967年に死去した。
1950年に自身の名を冠したキーフォーヴァー委員会によって全国的な知名度を高め、1952年と1956年の大統領選挙に立候補することを可能にし、1956年アメリカ合衆国大統領選挙にて民主党の副大統領候補に指名されたが、本選挙で敗北した。
翌年の1957年は民主党内の次期大統領候補として1番人気であったが、その後人気は失速した。上院議員として飛び出しナイフの規制法案を提出するが、同僚議員との関係が良くなかったこともあり廃案となった。キーフォーヴァーは公民権法案を支持しサザン・マニフェストへの署名を拒んでいたことから、1960年の改選ではジム・クロウ法などの人種差別を支持する民主党保守派がキーフォーヴァーの候補指名に反対した。しかしキーフォーヴァーは予備選挙での大差での勝利により党の指名を確保し、本選挙にも勝利して議席を維持した。

## 死去
キーフォーヴァーはかねてヘビースモーカーであり、飲酒量も多かったところ、1963年8月8日に心臓発作を起こして倒れた。発作の2日後にキーフォーヴァーはメリーランド州ベセスダで大動脈瘤破裂のため死去し、マディソンビルの墓地に埋葬された。
ナッシュビルの連邦裁判所はキーフォーヴァーの業績を称え、エステス・キーフォーヴァー連邦ビルと改名された。

## 選挙結果
1956年アメリカ合衆国大統領選挙一般投票（大統領候補/副大統領候補）
| ドワイト・アイゼンハワー/リチャード・ニクソン （共和党・現職・当選） 57.4% |
| アドレー・スティーブンソン/エステス・キーフォーヴァー (民主党) 42%         |
| T・コールマン・アンドリューズ/トーマス・ワーデル （州権民主党） 0.2%       |

合衆国議会選挙
| 合衆国上院議員選挙（テネシー州・クラス2） |                             |         |                                          |         |                                        |       |      |
| 年                                        | 当選                        | 得票    | 次点                                     | 得票    | 第3位                                  | 得票  | 出典 |
| 1960                                      | キーフォーヴァー （民主党） | 594,460 | A・ブラッドレイ・フレイジアー （共和党） | 234,053 |                                        |       |      |
| 1954                                      | キーフォーヴァー （民主党） | 249,121 | トム・ウォール （共和党）                | 106,971 |                                        |       |      |
| 1948                                      | キーフォーヴァー （民主党） | 326,032 | B・カーロール・リース （共和党）         | 166,947 | ジョン・R・ニール・ジュニア （無所属） | 6,103 |      |

| 合衆国下院議員選挙（テネシー州第3区） |                             |        |                                   |        |                                          |       |      |
| 年                                    | 当選                        | 得票   | 次点                              | 得票   | 第3位                                    | 得票  | 出典 |
| 1946                                  | キーフォーヴァー （民主党） | 26,779 | ジョージ・バグウェル （無所属）   | 2,725  |                                          |       |      |
| 1944                                  | キーフォーヴァー （民主党） | 32,497 | フォスター・ジョンソン （共和党） | 11,541 | アーネスト・W・フォーストナー （無所属） | 3,894 |      |
| 1942                                  | キーフォーヴァー （民主党） | 14,704 | ウォルター・ヒギンズ （共和党）   | 3,831  | ウォルター・ハリス（無所属）             | 902   |      |
| 1940                                  | キーフォーヴァー （民主党） | 35,332 | ジェローム・テイラー （共和党）   | 16,099 |                                          |       |      |
| 1939                                  | キーフォーヴァー （民主党） | 14,268 | カスト・ドッドソン （共和党）     | 5,355  | ジョン・R・ニール・ジュニア （無所属）   | 375   |      |

## 参照
1. ↑  The Freelance Star, Nov. 21, 1967
2. ↑  Shanty, Organized Crime: From Trafficking to Terrorism, 2008, p. 22.
3. ↑  Kaiser, The Road to Dallas: The Assassination of John F. Kennedy, 2008, p. 12.
4. ↑  Governing under the influence; Washington alcoholics: their aides protect them, the media shields them
Washington Monthly, January 1988
5. ↑  "Kefauver has 'Mild' Coronary". United Press International, as reported in the St. Petersburg Times, St. Petersburg, Florida, August 10, 1963. Accessed December 18, 2009.
6. ↑  "Death Takes Sen. Kefauver at Age 60". The Associated Press, as reported in the Reading Eagle, Reading, Pennsylvania, August 10, 1963. Accessed December 18, 2009.
7. ↑  Estes Kefauver Federal Building and United States Courthouse from the Federal Judicial Center database of Historic Federal Courthouses.